# DOPA

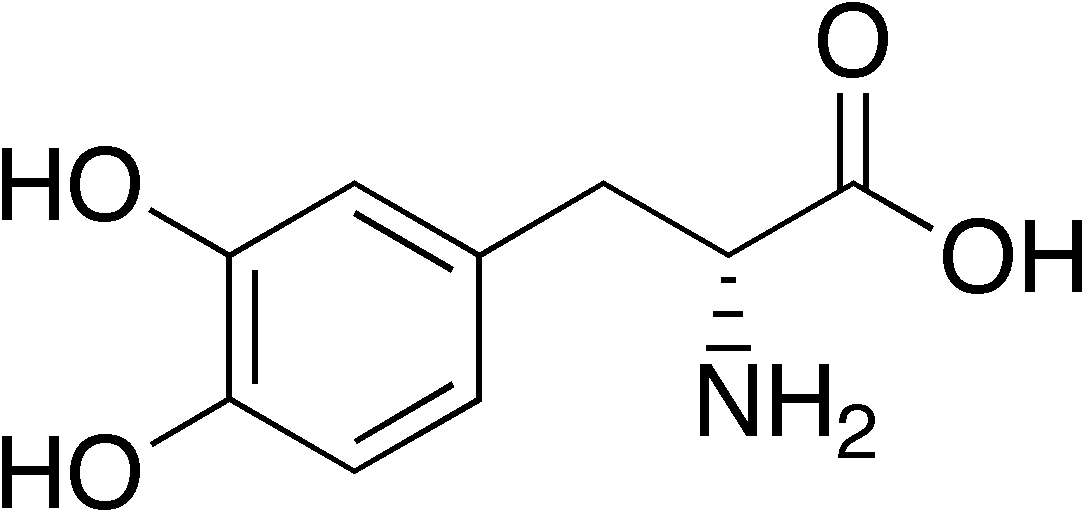
D-DOPA

L-DOPA

DOPA eller 3,4-dihydroxifenylalanin är en signalsubstans och en organisk kemisk förening som förekommer som två enantiomerer. Dessa två kallas L-DOPA och D-DOPA.